# پنج‌شنبه (ازبکستان)
پنج‌شنبه (به ازبکی: Paishanba) یک منطقهٔ مسکونی در ازبکستان است که در شهرستان کته‌قورغان واقع شده‌است. پنج‌شنبه ۱۱٬۶۰۶ نفر جمعیت دارد.